# Monstab
Monstab ist eine Gemeinde in der Verwaltungsgemeinschaft Rositz im thüringischen Landkreis Altenburger Land. Sie liegt etwa 6 km westlich der Kreisstadt Altenburg und am Südrand des Meuselwitz-Rositzer Braunkohlereviers.

## Geografie
Monstab mit seinen Weilern befindet sich westlich von Altenburg im Zeitzer-Altenburger-Lösshügelland, einem Ausläufer der Leipziger Tieflandbucht mit sehr guten Böden. Die Bundesstraße 180 führt östlich vorbei.
Angrenzende Gemeinden sind (im Uhrzeigersinn) Rositz, Lödla, Göhren, Starkenberg und Kriebitzsch.

### Gemeindegliederung

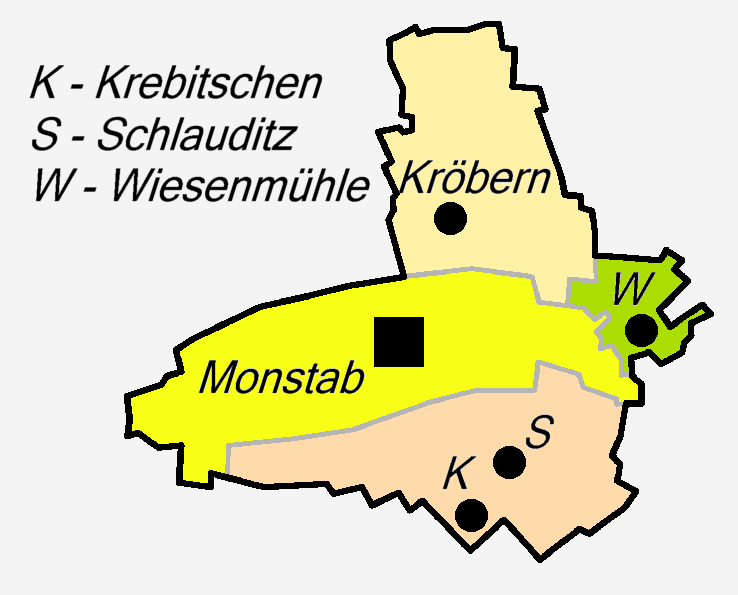
Gemeindegliederung

Die Gemeinde setzt sich aus den Ortsteilen Monstab, Krebitschen, Kröbern, Schlauditz und Wiesenmühle zusammen.

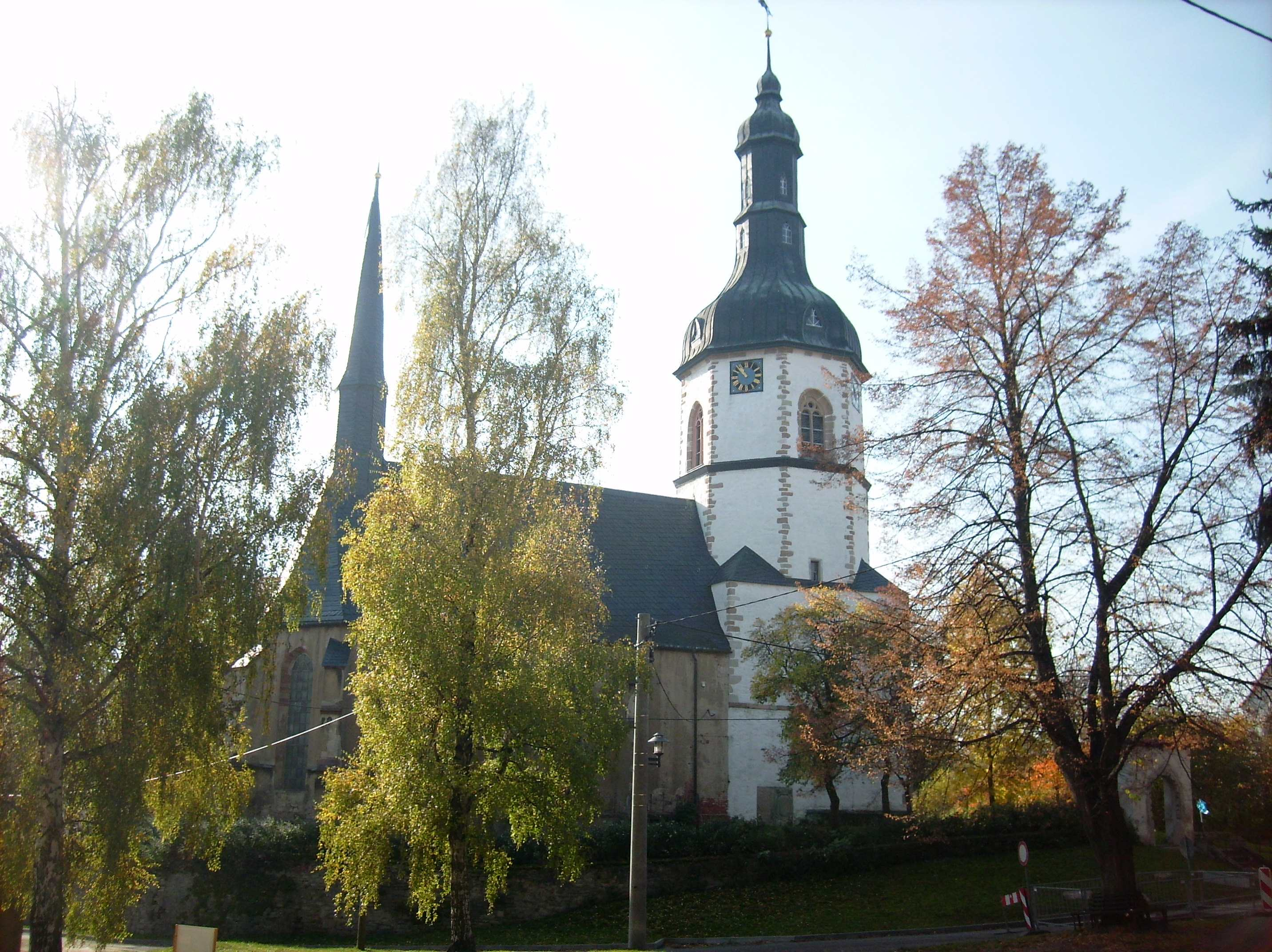
Kirche Monstab

## Geschichte
Monstab war ein sorbischer Rundling, der 976 Maceltorp, 1270 Mazeltoph und 1413 Monstaph genannt wurde. Erstmals urkundlich erwähnt wurde der Ort im Jahr 976, als Kaiser Otto II. den Ort der bischöflichen Kirche zu Zeitz übereignete. Der Name geht zurück auf altsorbisch *Maslotopy (Plural) zu *maslo „Butter“ und *top- „stampfen“ und bedeutet also „(Siedlung der) Butterstampfer“.
Der Ort gehörte später zum wettinischen Amt Altenburg, welches ab dem 16. Jahrhundert aufgrund mehrerer Teilungen im Lauf seines Bestehens unter der Hoheit folgender Ernestinischer Herzogtümer stand: Herzogtum Sachsen (1554 bis 1572), Herzogtum Sachsen-Weimar (1572 bis 1603), Herzogtum Sachsen-Altenburg (1603 bis 1672), Herzogtum Sachsen-Gotha-Altenburg (1672 bis 1826). Bei der Neuordnung der Ernestinischen Herzogtümer im Jahr 1826 kam Monstab wiederum zum Herzogtum Sachsen-Altenburg. Nach der Verwaltungsreform im Herzogtum gehörte der Ort bezüglich der Verwaltung zum Ostkreis (bis 1900) bzw. zum Landratsamt Altenburg (ab 1900). Das Dorf gehörte ab 1918 zum Freistaat Sachsen-Altenburg, der 1920 im Land Thüringen aufging. 1922 kam es zum Landkreis Altenburg.
Der Braunkohleabbau um das im Süden des Meuselwitz-Altenburger Braunkohlereviers liegende Monstab wurde um 1900 begonnen. Eine Tiefbaugrube war im Westen des Orts die „Grube Eugen Nr. 132“ (1900 bis 1960). Im Tagebau wurde die Kohle zunächst im nördlich liegenden „Tagebau Gertrud II“ (1914 bis 1932) gefördert. Dieser reichte bis an die Ortsgrenze von Monstab heran und zerstörte den Bereich zwischen Monstab und Kröbern im Norden. Der 1931 aufgeschlossene Tagebau Gertrud III (Zechau) nördlich des Tagebaus Gertrud II und zerstörte bis 1959 ein großes Areal im Norden von Monstab bis Zechau, dem auch der Nachbarort Petsa (1943 bis 1947) zum Opfer fiel.
Die heutige Gemeinde Monstab entstand am 1. Juli 1950 durch Eingemeindung der Orte Kröbern, Schlauditz (mit Krebitschen) und Wiesenmühle. Bei der zweiten Kreisreform in der DDR wurden 1952 die bestehenden Länder aufgelöst und die Landkreise neu zugeschnitten. Somit kam Monstab mit dem Kreis Altenburg an den Bezirk Leipzig. In den 1980er Jahren war die Wiederaufnahme des Braunkohleabbaus geplant, welche aber nicht zur Ausführung kam. Dem geplanten „Tagebau Meuselwitz“ zwischen Meuselwitz und Rositz hätte das Ortsgebiet von Kröbern, an dessen südöstlichen Rand es lag, weichen müssen, während Monstab und die anderen Ortsteile verschont geblieben wären. Monstab kam im Jahr 1990 mit dem Landkreis Altenburg wieder zu Thüringen und 1994 zum Landkreis Altenburger Land.

### Einwohnerentwicklung
Durch Ansiedlung von Industrie- und Bergarbeitern stieg die Einwohnerzahl Monstabs bis zur Mitte des 20. Jahrhunderts stark an. Rechnet man die 1950 eingemeindeten Ortsteile dazu, hatte Monstab im Jahre 1946 1.059 Einwohner. Im Vergleich dazu hatten alle Orte zusammen 1871 nur 400 Einwohner.
Entwicklung der Einwohnerzahl (ab 1964 31. Dezember):
| 1580 bis 1964 - 1580 – 128 - 1672 – 082 - 1833 – 225 - 1871 – 229 - 1910 – 533 - 1933 – 581 - 1939 – 552 - 1946 – 660 - 1964 – 675 | 1994 bis 2002 - 1994 – 532 - 1995 – 536 - 1996 – 547 - 1997 – 536 - 1998 – 532 - 1999 – 544 - 2000 – 544 - 2001 – 537 - 2002 – 527 | 2003 bis 2011 - 2003 – 522 - 2004 – 522 - 2005 – 518 - 2006 – 508 - 2007 – 483 - 2008 – 496 - 2009 – 483 - 2010 – 483 - 2011 – 464 | 2012 bis 2020 - 2012 – 449 - 2013 – 433 - 2014 – 418 - 2015 – 421 - 2016 – 416 - 2017 – 404 - 2018 – 413 - 2019 – 395 - 2020 – 383 | ab 2021 - 2021 – 390 - 2022 – 385 - 2023 – 383 |

Datenquelle ab 1994: Thüringer Landesamt für Statistik

## Politik

### Bürgermeister
Uwe Vogel (Wählergruppe Sport) wurde am 12. Juni 2022 mit 96 % der Stimmen zum Bürgermeister der Gemeinde gewählt.

#### Vorgänger
Bürgermeister war von 1994 bis 1999 Hartwig Lorbert. Von 1999 bis 2010 bekleidete Herbert Prehl dieses Amt. Bei der Wahl am 6. Juni 2010 setzte sich der CDU-Politiker Steffen Jahr gegenüber einem Mitbewerber durch. Am 5. Juni 2016 wurde er als Einzelbewerber mit einer Mehrheit von 95,5 % bei einer Wahlbeteiligung von 44,7 % (- 27,6 %p) wiedergewählt.

### Gemeinderat
Seit der Kommunalwahl vom 26. Mai 2019 setzt sich der Gemeinderat wie folgt zusammen:
- Wählergruppe Sport – 6 Sitze (100 %) – im Vergleich zur Gemeinderatswahl 2014 hat die CDU zwei Sitze verloren und die Wählergruppe Sport zwei Sitze hinzugewonnen.

Die Wahlbeteiligung lag bei 73,8 %.

## Wirtschaft und Infrastruktur

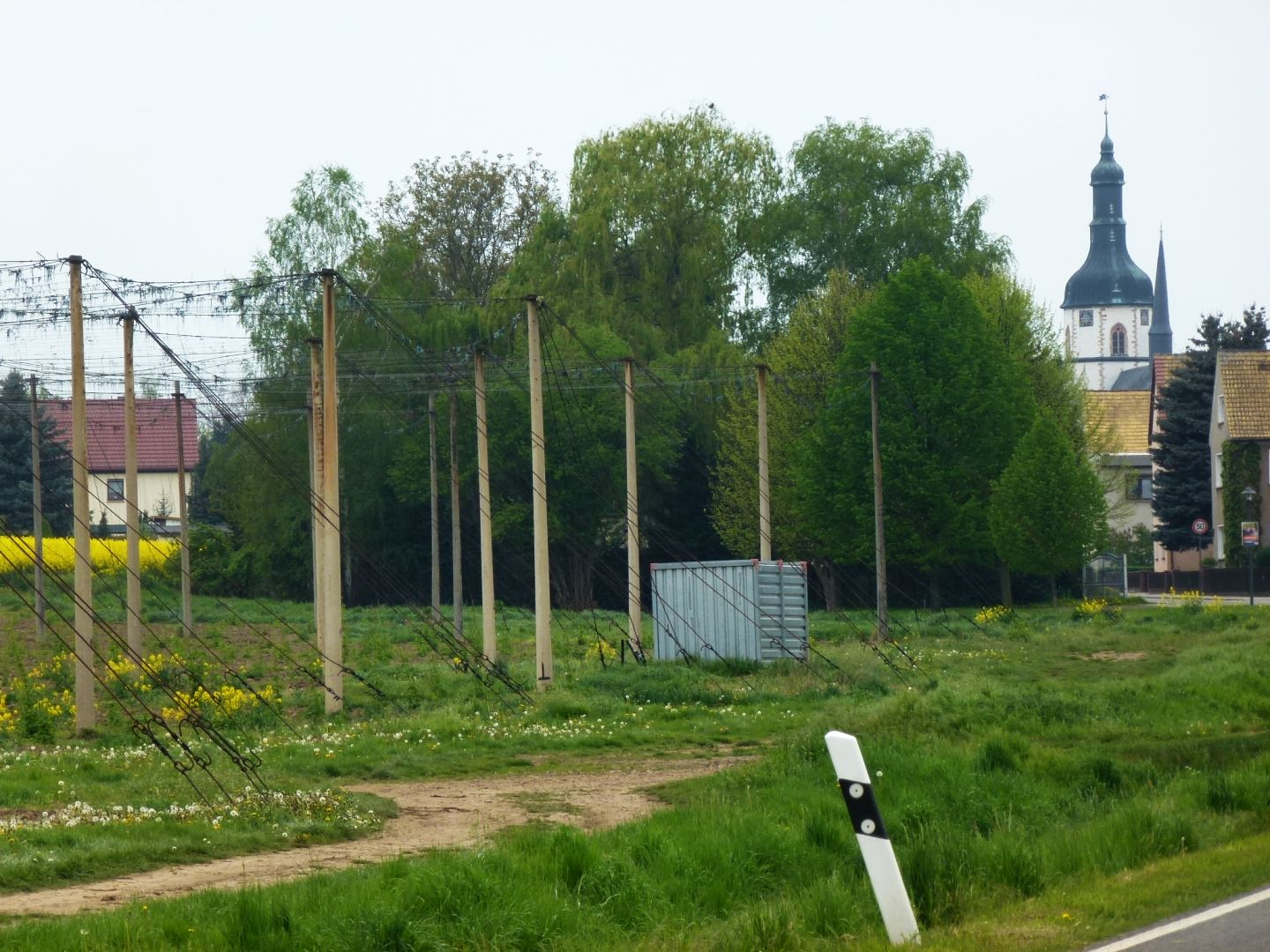
Hopfengestell

In Monstab wird Hopfen angebaut.

### Wasserver- und Abwasserentsorgung
Die Aufgaben der Wasserver- und Abwasserentsorgung hat die Gemeinde dem Zweckverband Wasserver- und Abwasserentsorgung Altenburger Land übertragen.

## Persönlichkeiten
- Günther Kratsch (1930–2006), Leiter der Hauptabteilung II des Ministeriums für Staatssicherheit der DDR